# Rolf Walter (Historiker)
Rolf Walter (* 14. Februar 1953 in Kirchheim/Teck) ist ein deutscher Historiker. Er war von 1991 bis 2018 Professor für Wirtschafts- und Sozialgeschichte an der Friedrich-Schiller-Universität Jena.

## Leben
Walter schloss nach dem Abitur im Jahr 1972 eine Lehre zum Bankkaufmann ab und begann im Wintersemester 1973/74 ein Diplomstudium zum Handelslehrer an der Wirtschafts- und Sozialwissenschaftlichen Fakultät der Friedrich-Alexander-Universität Erlangen-Nürnberg. Nach seinem Abschluss 1978 arbeitete er als wissenschaftlicher Mitarbeiter am Lehrstuhl für Wirtschafts- und Sozialgeschichte der Universität Erlangen-Nürnberg. Es folgte ein Forschungsaufenthalt in Venezuela und 1982 seine Promotion mit einer Dissertation zum Verhältnis von Venezuela und Deutschland 1815–1870. 1988 habilitierte er sich über die Kommerzialisierung von Landwirtschaft und Gewerbe in Württemberg 1750–1850. Im Jahre 1991 wurde er auf den Lehrstuhl für Wirtschafts- und Sozialgeschichte an der Universität Jena berufen. Von 1996 bis 1998 war er Dekan der Wirtschaftswissenschaftlichen Fakultät.

## Forschung
Ein Schwerpunkt seiner Forschung nimmt die Wirtschaftsgeschichte von Venezuela ein, die er neben seiner Dissertation in einer Arbeit über die Deutschen in Venezuela und in zahlreichen Beiträgen vertiefte. Viele seiner Aufsätze und Artikel sind aus Vorträgen auf nationalen und internationalen Tagungen hervorgegangen und befassen sich neben der Wirtschaftsgeschichte Venezuelas auch mit der Entwicklung von Messen, Ausstellungen und einzelner Unternehmen sowie mit Beispielen europäischer Wirtschaftsgeschichte. Walter hat verschiedene Lehrbücher verfasst, eine Einführung in die Wirtschafts- und Sozialgeschichte, eine Geschichte der Weltwirtschaft und eine Wirtschaftsgeschichte vom Merkantilismus bis zur Gegenwart.
Er ist Mitbegründer und Mitherausgeber von Encuentros, Caracas 1983 ff., seit 1992 Mitherausgeber der Zeitschrift Scripta Mercaturae und seit 1995 des Jahrbuchs für Geschichte Lateinamerikas.

## Schriften

### Als Autor
Monographien
- Venezuela und Deutschland (1815–1870) (= Beiträge zur Wirtschafts- und Sozialgeschichte. Band 22). Steiner, Wiesbaden 1983, ISBN 3-515-03937-6 (zugleich: Dissertation rer. pol., Universität Erlangen-Nürnberg, 1982); spanisch: Los Alemanes en Venezuela. Band I: Desde Colón hasta Guzmán Blanco. Asociación Cultural Humboldt, Caracas 1985; Band II: Los Alemanes en Venezuela y sus descendientes. 1870–1914. Asociación Cultural Humboldt, Caracas 1991.
- Die Kommerzialisierung von Landwirtschaft und Gewerbe in Württemberg (1750–1850) (= Beiträge zur südwestdeutschen Wirtschafts- und Sozialgeschichte. Band 12). Herausgegeben von G. Kollmer und H. Winkel, Scripta-Mercaturae, St. Katharinen 1990, ISBN 3-922661-79-3 (zugleich: Habilitationsschrift, Universität Erlangen-Nürnberg).
- Der Traum vom Eldorado. Die deutsche Conquista in Venezuela im 16. Jahrhundert. Eberhard, München 1992, ISBN 3-926777-23-0.
- Zeiss 1905–1945. In: Wolfgang Mühlfriedel, Rolf Walter: Carl Zeiss. Die Geschichte eines Unternehmens. Band 2, Böhlau, Köln/Weimar/Wien 2000, ISBN 3-412-11096-5.

Einführungsliteratur
- Einführung in die Wirtschafts- und Sozialgeschichte (= UTB. 1717). Schöningh, Paderborn 1994, ISBN 3-506-99432-8.
- Wirtschaftsgeschichte. Vom Merkantilismus bis zur Gegenwart (= Wirtschafts- und sozialhistorische Studien. Band 4). Böhlau, Köln/Weimar/Wien 1995; 2., überarbeitete und aktualisierte Auflage 1998; 3., überarbeitete und aktualisierte Auflage 2000; 4., überarbeitete und aktualisierte Auflage 2003, ISBN 978-3-412-11803-7; 5., aktualisierte Auflage 2011 (= UTB. 3387), ISBN 978-3-412-20629-1 (Böhlau), ISBN 978-3-8252-3387-7 (UTB).
- Geschichte der Weltwirtschaft. Eine Einführung (= UTB. 2724). Böhlau, Köln/Weimar/Wien 2005, ISBN 978-3-412-19805-3 (Böhlau), ISBN 978-3-8252-2724-1 (UTB).
- Einführung in die Wirtschafts- und Sozialgeschichte (= UTB. 3085). Böhlau, Köln/Weimar/Wien 2008, ISBN 978-3-412-20073-2 (Böhlau), ISBN 978-3-8252-3085-2 (UTB).

### Als Herausgeber
Bücher und Buchreihen
- mit Stuart Jenks und Michael North: Wirtschafts- und sozialhistorische Studien. Böhlau, Köln/Weimar/Wien 1995 ff.
- mit Wolfgang Mühlfriedel: Carl Zeiss. Die Geschichte eines Unternehmens. 3 Bände. Böhlau, Köln/Weimar/Wien 1996–2004.
- Wirtschaftswissenschaften. Eine Einführung, Paderborn 1997 (= UTB. 1955).
- Jenaer Jahrbuch zur Technik- und Industriegeschichte, Band 1 (1999) – Band 8 (2006).
- Geschichte des Konsums. Erträge der 20. Arbeitstagung der Gesellschaft für Sozial- und Wirtschaftsgeschichte, 23.–26. April 2003 in Greifswald (= VSWG-Beihefte. Band 175), Steiner, Stuttgart 2004, ISBN 978-3-515-08540-3.
- Herr Professor, Sie sind ein Lausbub! Eine autobiographische Spätlese. Glaux, Jena 2004, ISBN 978-3-931743-76-5.
- Innovationsgeschichte. Erträge der 21. Arbeitstagung der Gesellschaft für Sozial- und Wirtschaftsgeschichte, 30. März bis 2. April 2005 in Regensburg (= VSWG-Beihefte. Band 188). Steiner, Stuttgart 2007, ISBN 978-3-515-08928-9.
- Geschichte der Arbeitsmärkte. Erträge der 22. Arbeitstagung der Gesellschaft für Sozial- und Wirtschaftsgeschichte, 11. bis 14. April 2007 in Wien (= VSWG-Beihefte. Band 199). Steiner, Stuttgart 2009, ISBN 978-3-515-09230-2.
- Globalisierung in der Geschichte. Erträge der 23. Arbeitstagung der Gesellschaft für Sozial- und Wirtschaftsgeschichte, 18. bis 21. März 2009 in Kiel (= VSWG-Beihefte. Band 214). Steiner, Stuttgart 2011, ISBN 978-3-515-09851-9.
- Brücken in die Zukunft. Die wirtschaftliche Entwicklung Thüringens 1989–2009. Studie der Friedrich-Schiller-Universität Jena, Lehrstuhl für Wirtschafts- und Sozialgeschichte mit Bettina Meißner und Jürgen Schreiber. [Landeszentrale für Politische Bildung Thüringen. Im Auftrag und in Zusammenarbeit mit dem Thüringer Ministerium für Wirtschaft, Technologie und Arbeit]. Landeszentrale für Politische Bildung, Erfurt 2009, ISBN 978-3-937967-53-0.

Editionen
- mit Hermann Bühlbecker, Albert Fischer, Manfred Hebler und Günter Renner: Preußen und Venezuela. Edition der preußischen Konsularberichte über Venezuela 1842–1850 (= Lateinamerika-Studien. Band 28). Vervuert, Frankfurt am Main 1991, ISBN 3-89354-728-2.
- mit Hermann Kellenbenz: Oberdeutsche Kaufleute in Sevilla und Cádiz (1525 bis 1560). Eine Edition der Notariatsakten aus den dortigen Archiven (= Deutsche Handelsakten des Mittelalters und der Neuzeit. Band 21). Steiner, Stuttgart 2001, ISBN 3-515-07740-5.